# Konstanty Eysymontt

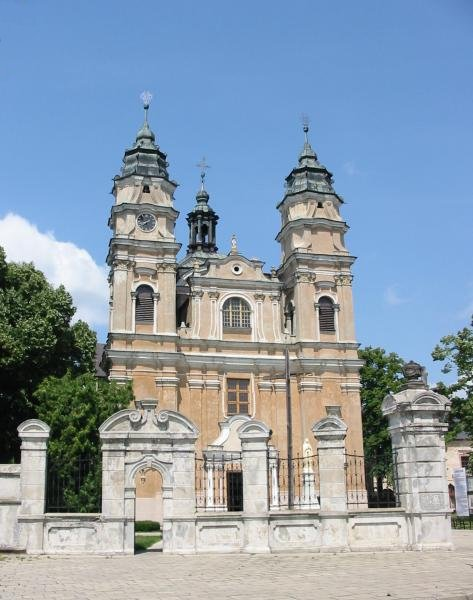
Kościół pw. św. Ludwika we Włodawie

Konstanty Dominik Eysymontt (ur. 1705 w Terespolu, zm. 21 stycznia 1756 tamże) – syn Wawrzyńca, cześnika grodzieńskiego i Prudencjanny z Dąbrowskich, paulin, proboszcz i przeor włodawski.

## Życiorys
Urodził się w rodzinie Wawrzyńca Michała Eysymontta (†1737), starosty jahodzińskiego, a późniejszego cześnika grodzieńskiego. Matką jego była Prudencjanna z Dąbrowskich (†1758), zapewne podczaszanka brzeska, córka Wojciecha.
Kształcił się początkowo najpewniej we Włodawie, następnie w Pradze. Do zgromadzenia przystąpił w roku 1729. Już w latach 30. działał w Konwencie Jasnogórskim, jako kapłan, gdzie w 1736 roku został wybrany dyskretem. W 1737 przybył do Włodawy, gdzie objął funkcję proboszcza.
W 1744 zostaje przeorem Zgromadzenia we Włodawie.
Tu w latach 1739–1752 wznosi nowy kościół parafialny pod wezwaniem św. Ludwika, m.in. dzięki dobrym relacjom z takimi inwestorami jak Michał Fryderyk Czartoryski, kanclerza wielkiego litewskiego czy Michał Kazimierz Radziwiłł, hetmana wielkiego litewskiego. Zapewne to on przyczynił się w latach 50. do zbliżenia, a następnie do przejścia Michała Eysymontta, chorążego grodzieńskiego na stronę stronnictwa Czartoryskich. W 1750 roku został obrany definitorem prowincji małopolskiej paulinów.
Zmarł w Terespolu 29 stycznia 1756 roku. Pochowany został we Włodawie.
Bratanek – Jerzy Eysymontt (†1791), późniejszy proboszcz ejsmontowski i kanonik inflancki, pośmiertnie poświęcił mu polskie tłumaczenie pobożnych wierszy łacińskich – „Źródło życia z łez Maryi Panny w czasie odkupu narodu Ludzkiego wylanych ku pożytkowi upragnioney duszy”. Z łacińskich wierszów przez X. Stanisława szkół pobożnych Profes. wydanych. Polskim rytmem przez Jerzego Eysymonta S.G. przetłumaczone. Nayprzwieleb. w Bogu Imć X. Dominikowi Konstantemu Eysymontowi Definitorowi Prowincyi Małopolskiey Zakonu O.S. Pawła Pustelnika Konwentu Włodawskiego Przeorowi iako od życzliwego Synowca w dzień S. Dominika na wiązanie ofiarowane. W Lwowie w drukarni Jana Filipowicza J.K.M. Typografa, 1756, w 4ce, s. 124.